# Отагі Ненбуцу-дзі

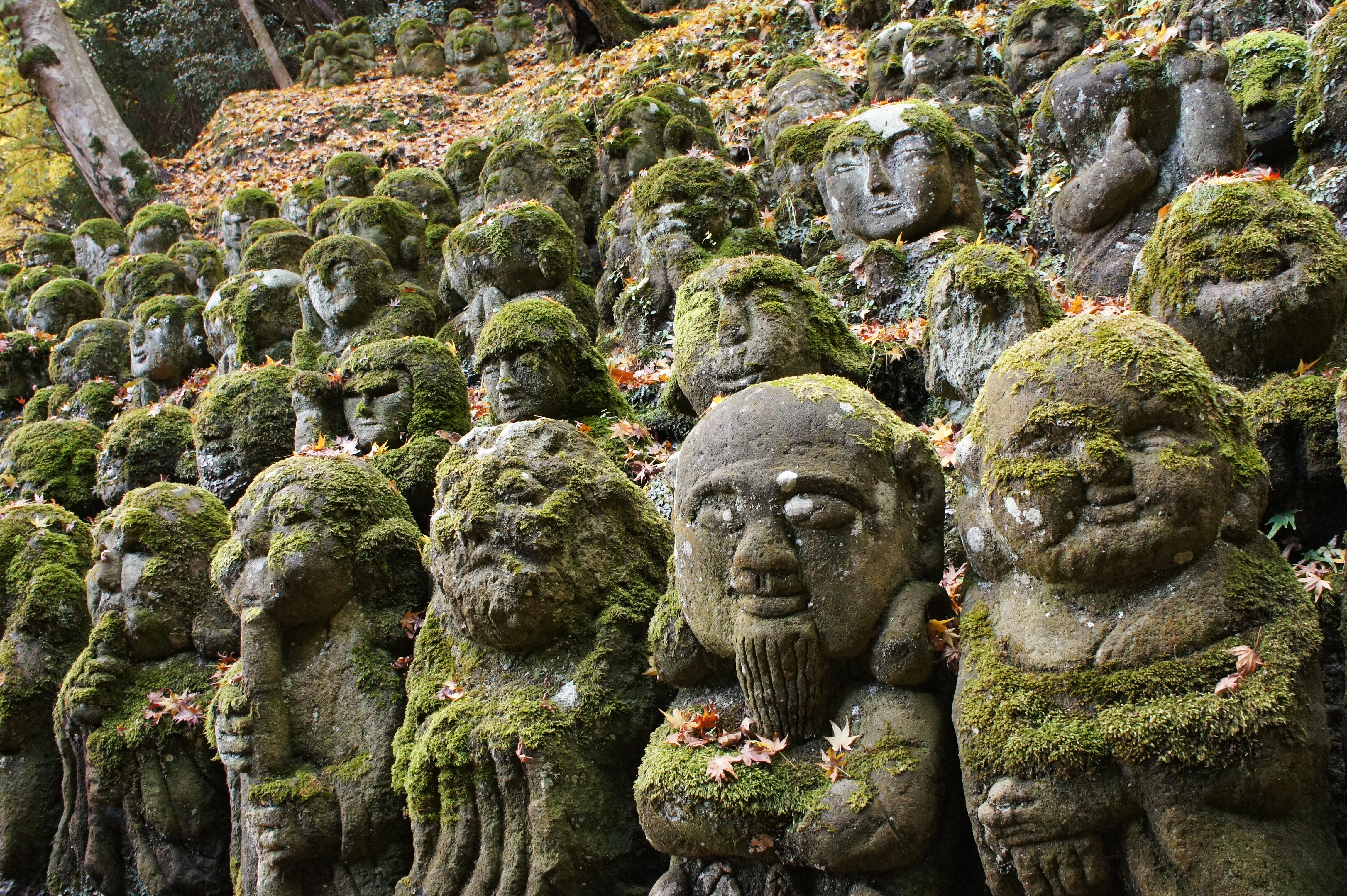
Скульптури Ракана

Отагі Ненбуцу-дзі ( яп. 愛宕念仏寺 ) — буддійський храм у районі Арашіяма в Кіото, Японія .
Отагі Ненбуцу-дзі був заснований імператрицею Шотоку в середині VIII століття. Хоча він був зруйнований розливом річки Камо, він був відбудований як відгалуження Енряку-дзі, сусіднього храму. У 13 столітті він був знову зруйнований під час громадянської війни. У 1922 році храм було перенесено на його нинішнє місце, пізніше він постраждав від тайфуну в 1950 році.

Ворота храму містять дві люті на вигляд статуї Ніо . Усередині храму знаходиться понад 1200 ракан, кам'яних статуй, що представляють учнів Будди. Ці статуї, згідно з традиціями ракану, зазвичай жартівливі.  Скульптури були подаровані в 1981 році на честь реконструкції храму. Більшість було вирізано аматорами, яких навчав скульптор Кочо Нісімура.

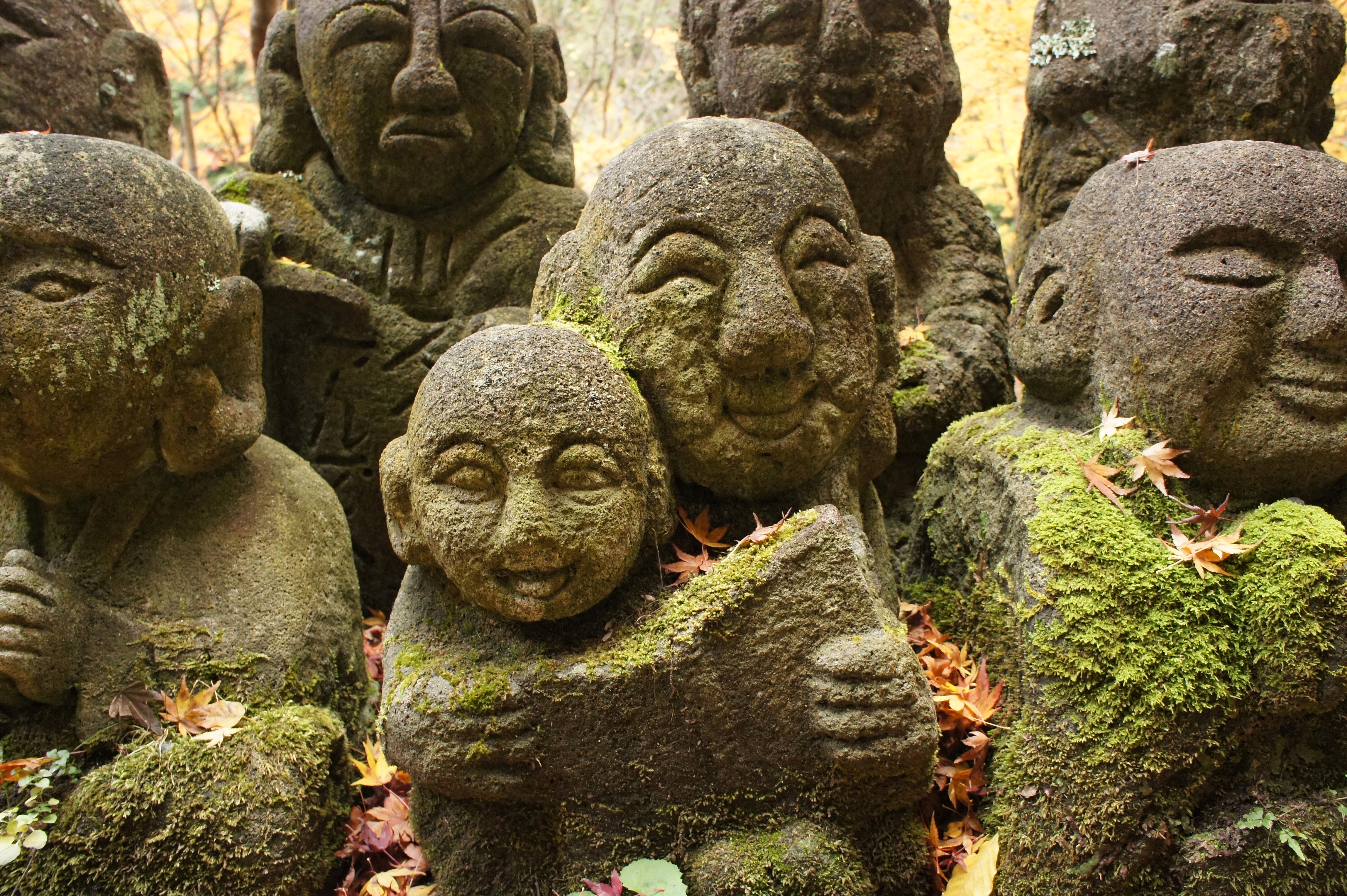
Скульптури Ракана